# Razwadawa (przystanek kolejowy)
Razwadawa (biał. Развадава, ros. Развадово) – przystanek kolejowy pomiędzy miejscowościami Razwadawa i Padhorje, w rejonie kliczewskim, w obwodzie mohylewskim, na Białorusi. Położony jest na linii Osipowicze – Mohylew.